# Skytte vid Samväldesspelen 2006
Skyttet vid Samväldesspelen 2006 hölls på flera olika arenor. Lerduveskyttet genomfördes vid Melbourne Gun Club i Lilydale.

## Mixed

### Full Bore
| Plats | Skytt                      | Land        | Poäng  |
| ----- | -------------------------- | ----------- | ------ |
|       | Bruce Scott                | Australien  | 403.60 |
|       | Paraq Patel                | England     | 402.57 |
|       | James Corbett              | Australien  | 401.57 |
| 4     | Md Zainal Abidin Bin       | Malaysia    | 401.51 |
| 5     | Hamsan Zulkeflee Bin       | Malaysia    | 401.49 |
| 6     | Robert Hayter              | Sydafrika   | 401.46 |
| 7     | Johannes Gerhardus du Toit | Sydafrika   | 399.52 |
| 8     | Lindsay Peden              | Skottland   | 399.50 |
| 9     | David Peter Calvert        | Nordirland  | 399.50 |
| 10    | James Paton                | Kanada      | 399.50 |
| 11    | Peter Michael Jory         | Guernsey    | 399.50 |
| 12    | Brian Carter               | Nya Zeeland | 399.47 |
| 13    | Adam Mathew Jory           | Guernsey    | 398.45 |
| 14    | David Rickman              | Jamaica     | 398.45 |
| 15    | Gareth Morris              | Wales       | 397.43 |
| 16    | Ian Shaw                   | Skottland   | 396.53 |
| 17    | Ransford Goodluck          | Guyana      | 396.43 |
| 18    | Martin Lindsay Millar      | Nordirland  | 396.42 |
| 19    | Satiender Singh Sehmi      | Kenya       | 396.37 |
| 20    | Alexander Woodward         | Wales       | 395.46 |

### Full Bore par
| Plats | Skytt                                                 | Land                | Poäng  |
| ----- | ----------------------------------------------------- | ------------------- | ------ |
|       | Glyn Barnett Paraq Patel                              | England             | 594.87 |
|       | James Corbett Bruce Scott                             | Australien          | 593.74 |
|       | Md Zainal Abidin Bin Hamsan Zulkeflee Bin             | Malaysia            | 592.72 |
| 4     | Lindsay Peden Ian Shaw                                | Skottland           | 590.81 |
| 5     | James Paton Patrick Vamplew                           | Kanada              | 590.80 |
| 6     | David Peter Calvert Martin Lindsay Millar             | Nordirland          | 590.79 |
| 7     | Brian Carter John Snowden                             | Nya Zeeland         | 590.67 |
| 8     | Johannes Gerhardus du Toit Robert Hayter              | Sydafrika           | 589.71 |
| 9     | Ransford Goodluck Mahendra Persaud                    | Guyana              | 586.71 |
| 10    | Richard Alexander Benest David Robert Le Quesne       | Jersey              | 585.70 |
| 11    | Adam Mathew Jory Peter Michael Jory                   | Guernsey            | 583.74 |
| 12    | Gareth Morris Alexander Woodward                      | Wales               | 582.71 |
| 13    | Denis John Nelson David Rickman                       | Jamaica             | 573.46 |
| 14    | Carl Awong Norris Gomez                               | Trinidad och Tobago | 564.53 |
| 15    | Kenneth Aldridge Christopher McCallum                 | Falklandsöarna      | 563.53 |
| 16    | Simon Musyoki Ndambuki Satiender Singh Sehmi          | Kenya               | 561.52 |
| 17    | Karl Branch Louis King                                | Barbados            | 559.36 |
| 18    | Nelson Chesterfield Simons Stewart Harry Walter Trott | Bermuda             | 518.30 |
| 19    | Ivor Jerome Gomes Christopher Emanuel Joseph          | Antigua och Barbuda | 464.14 |

## Herrar

### 25 meter centralavfyrningspistol
| Plats | Skytt                      | Land        | Poäng |
| ----- | -------------------------- | ----------- | ----- |
|       | Shaw Ming On               | Singapore   | 578   |
|       | Gregory Yelavich           | Nya Zeeland | 578   |
|       | Samaresh Jung              | Indien      | 578   |
| 4     | Jaspal Rana                | Indien      | 577   |
| 5     | Amir Hasli Izwan Bin       | Malaysia    | 572   |
| 6     | Irshad Ali                 | Pakistan    | 571   |
| 7     | Allan Stuart McDonald      | Sydafrika   | 567   |
| 8     | Bob Dowling                | Australien  | 566   |
| 9     | Jean Rochon                | Kanada      | 566   |
| 10    | Metodi Igorov              | Kanada      | 564   |
| 11    | Mar-I Magbool Tabbasum     | Pakistan    | 563   |
| 12    | Daniel Francois van Tonder | Sydafrika   | 563   |
| 13    | Simon Lucas                | England     | 562   |
| 14    | Bob Carroll                | Skottland   | 562   |
| 15    | Peter Flippant             | England     | 562   |
| 16    | Alan Green                 | Wales       | 561   |
| 17    | Junior Benskin             | Barbados    | 560   |
| 18    | David Moore                | Australien  | 560   |
| 19    | Stephen Pengelly           | Wales       | 557   |
| 20    | Jason Wakeling             | Nya Zeeland | 552   |

### 25 meter centralavfyrningspistol par
| Plats | Skytt                                            | Land        | Poäng |
| ----- | ------------------------------------------------ | ----------- | ----- |
|       | Samaresh Jung Jaspal Rana                        | Indien      | 1150  |
|       | Peter Flippant Simon Lucas                       | England     | 1138  |
|       | Allan Stuart McDonald Daniel Francois van Tonder | Sydafrika   | 1135  |
| 4     | Metodi Igorov Jean Rochon                        | Kanada      | 1132  |
| 5     | Jason Wakeling Gregory Yelavich                  | Nya Zeeland | 1132  |
| 6     | Irshad Ali Mar-I Magbool Tabbasum                | Pakistan    | 1130  |
| 7     | Bob Dowling David Moore                          | Australien  | 1125  |
| 8     | Junior Benskin Chester Foster                    | Barbados    | 1109  |
| 9     | Alan Green Stephen Pengelly                      | Wales       | 1102  |
| 10    | Leon Andre Malherbe Friedhelm Ferdinand Sack     | Namibia     | 1092  |
| 11    | Elaochi Adoyi Abdullahi Usaini                   | Nigeria     | 1022  |
| 12    | Graham Cock Andrew Glenny                        | Norfolkön   | 1011  |

### 50 meter gevär kombination
| Plats | Skytt                   | Land          | Poäng  |
| ----- | ----------------------- | ------------- | ------ |
|       | Gagan NaPlats           | Indien        | 1261.4 |
|       | Abhinav Bindra          | Indien        | 1248.6 |
|       | Ben Burge               | Australien    | 1238.2 |
| 4     | John Croydon            | Wales         | 1235.5 |
| 5     | Chris Hector            | England       | 1233.3 |
| 6     | Abdul Mohd Hameleay Bin | Malaysia      | 1233.2 |
| 7     | David Grummitt          | Nya Zeeland   | 1231.8 |
| 8     | Michäl Brown            | Australien    | 1223.4 |
| 9     | Dayle Slinn             | Nya Zeeland   | 1134.0 |
| 10    | Jason Burrage           | England       | 1134.0 |
| 11    | Graham Rudd             | Skottland     | 1132.0 |
| 12    | Michael Hockings        | Kanada        | 1126.0 |
| 13    | Martin Sinclair         | Skottland     | 1126.0 |
| 14    | Martyn Blake            | Wales         | 1123.0 |
| 15    | Saiful Alam             | Bangladesh    | 1122.0 |
| 16    | Johari Azlan Bin        | Malaysia      | 1118.0 |
| 17    | Cory Niefer             | Kanada        | 1115.0 |
| 18    | Marlon Best             | Barbados      | 1068.0 |
| 19    | Simon Paul Henry        | Sankta Helena | 988.0  |
| 20    | Mario James Yon         | Sankta Helena | 973.0  |

### 50 meter gevär kombination par
| Plats | Skytt                                    | Land          | Poäng |
| ----- | ---------------------------------------- | ------------- | ----- |
|       | Abhinav Bindra Gagan NaPlats             | Indien        | 2287  |
|       | Michael Brown Ben Burge                  | Australien    | 2269  |
|       | Jason Burrage Chris Hector               | England       | 2265  |
| 4     | Graham Rudd Martin Sinclair              | Skottland     | 2264  |
| 5     | Johari Azlan Bin Abdul Mohd Hameleay Bin | Malaysia      | 2254  |
| 6     | David Grummitt Dayle Slinn               | Nya Zeeland   | 2241  |
| 7     | Michael Hockings Cory Niefer             | Kanada        | 2234  |
| 8     | Martyn Blake John Croydon                | Wales         | 2232  |
| 9     | Simon Paul Henry Mario James Yon         | Sankta Helena | 1997  |
| 10    | Gerard Augustin Marlon Best              | Barbados      | 1064  |

### 50 meter gevär liggande
| Plats | Skytt                      | Land        | Poäng |
| ----- | -------------------------- | ----------- | ----- |
|       | David Phelps               | Wales       | 698.3 |
|       | Mike Babb                  | England     | 696.2 |
|       | Sanjeev Rajput             | Indien      | 695.7 |
| 4     | Martin Sinclair            | Skottland   | 695.1 |
| 5     | Warren Potent              | Australien  | 695.1 |
| 6     | Gruffudd Morgan            | Wales       | 694.3 |
| 7     | Ryan Taylor                | Nya Zeeland | 694.2 |
| 8     | Chris Hector               | England     | 694.0 |
| 9     | Neil Stirton               | Skottland   | 591.0 |
| 10    | Martin Senore              | Sydafrika   | 590.0 |
| 11    | Saiful Alam                | Bangladesh  | 589.0 |
| 12    | Joydeep Karmakar           | Indien      | 588.0 |
| 13    | David Clifton              | Australien  | 588.0 |
| 14    | Grant Taylor               | Nya Zeeland | 588.0 |
| 15    | James Philip Winton Glover | Isle of man | 588.0 |
| 16    | Harry Creevy               | Isle of man | 587.0 |
| 17    | Gavin Shawn van Rhyn       | Sydafrika   | 586.0 |
| 18    | Alan Lewis                 | Nordirland  | 585.0 |
| 19    | Abdul Mohd Hameleay Bin    | Malaysia    | 584.0 |
| 20    | Johannes Sauer             | Kanada      | 584.0 |

### 50 meter gevär liggande par
| Plats | Skytt                                                       | Land                | Poäng |
| ----- | ----------------------------------------------------------- | ------------------- | ----- |
|       | Mike Babb Chris Hector                                      | England             | 1182  |
|       | Martin Sinclair Neil Stirton                                | Skottland           | 1179  |
|       | Gruffudd Morgan David Phelps                                | Wales               | 1176  |
| 4     | David Clifton Warren Potent                                 | Australien          | 1176  |
| 5     | Joydeep Karmakar Sanjeev Rajput                             | Indien              | 1173  |
| 6     | Grant Taylor Ryan Taylor                                    | Nya Zeeland         | 1172  |
| 7     | Martin Senore Gavin Shawn van Rhyn                          | Sydafrika           | 1171  |
| 8     | Alan Lewis Clifford William Chesney Ogle                    | Nordirland          | 1168  |
| 9     | Harry Creevy James Philip Winton Glover                     | Isle of man         | 1164  |
| 10    | Cory Niefer Johannes Sauer                                  | Kanada              | 1163  |
| 11    | Johari Azlan Bin Abdul Mohd Hameleay Bin                    | Malaysia            | 1163  |
| 12    | Kevin Brian de Gruchy Stephen John Le Couillard             | Jersey              | 1163  |
| 13    | Curtis Blunt Takoor Sankar                                  | Trinidad och Tobago | 1157  |
| 14    | Adrian Lugnani Wayne Piri                                   | Gibraltar           | 1151  |
| 15    | Gerard Augustin Marlon Best                                 | Barbados            | 1140  |
| 16    | Sinclair Charles Rayner Ross Gladwin Eugene Roberts         | Bermuda             | 1105  |
| 17    | Ivan Junior Desmond Ambrose Stephans Theodore Alexis Winter | Antigua och Barbuda | 1095  |
| 18    | Simon Paul Henry Mario James Yon                            | Sankta Helena       | 1095  |
| 19    | Okposo Esugo Jonny Hamakim                                  | Nigeria             | 1077  |

### Lerduveskytte skeet
| Plats | Skytt                    | Land        | Poäng |
| ----- | ------------------------ | ----------- | ----- |
|       | George Achilleos         | Cypern      | 148   |
|       | Clive Barton             | Australien  | 147   |
|       | Clayton Alexander Miller | Kanada      | 143   |
| 4     | Antonis Nikolaides       | Cypern      | 142   |
| 5     | George Barton            | Australien  | 141   |
| 6     | Michael Maskell          | Barbados    | 139   |
| 7     | Chee Fei Teh             | Malaysia    | 117   |
| 8     | Paul Wilson              | Nya Zeeland | 117   |
| 9     | Ian Marsden              | Skottland   | 116   |
| 10    | Malcolm Duff             | Nya Zeeland | 116   |
| 11    | Tony Grove               | Wales       | 116   |
| 12    | Malcolm Allen            | Wales       | 115   |
| 13    | Khurram Inam             | Pakistan    | 113   |
| 14    | Amit Sanghi              | Indien      | 113   |
| 15    | Joe Trinci               | Kanada      | 112   |
| 16    | Mike Thomson             | Skottland   | 112   |
| 17    | Baba Prithviraj Singh    | Indien      | 112   |
| 18    | Yew Kwan Cheong          | Malaysia    | 111   |
| 19    | Richard Brickell         | England     | 111   |
| 20    | David Clague             | Isle of man | 111   |

### Lerduveskytte skeet par
| Plats | Skytt                                  | Land           | Poäng |
| ----- | -------------------------------------- | -------------- | ----- |
|       | George Achilleos Antonis Nikolaides    | Cypern         | 190   |
|       | Clive Bramley Richard Brickell         | England        | 186   |
|       | Clive Barton George Barton             | Australien     | 185   |
| 4     | Malcolm Allen Tony Grove               | Wales          | 183   |
| 5     | Clayton Alexander Miller Joe Trinci    | Kanada         | 182   |
| 6     | Ian Marsden Mike Thomson               | Skottland      | 179   |
| 7     | Malcolm Duff Paul Wilson               | Nya Zeeland    | 179   |
| 8     | Baba Prithviraj Singh Bedi Amit Sanghi | Indien         | 175   |
| 9     | Yew Kwan Cheong Chee Fei Teh           | Malaysia       | 170   |
| 10    | Robert Harris Edison McLean            | Caymanöarna    | 166   |
| 11    | Glenn Catlin David Clague              | Isle of man    | 163   |
| 12    | Gary Clement Stephen Dent              | Falklandsöarna | 121   |

### Lerduveskytte trap
| Plats | Skytt                  | Land        | Poäng |
| ----- | ---------------------- | ----------- | ----- |
|       | Graeme Ede             | Nya Zeeland | 138   |
|       | David John Beattie     | Nordirland  | 138   |
|       | Manavjit Singh Sandhu  | Indien      | 138   |
| 4     | Edward Ling            | England     | 135   |
| 5     | Ossie McLean           | Skottland   | 135   |
| 6     | Tye Warner Bietz       | Kanada      | 133   |
| 7     | Mansher Singh          | Indien      | 116   |
| 8     | Glenn Kable            | Fiji        | 116   |
| 9     | James Birkett Evans    | Wales       | 115   |
| 10    | Michael Diamond        | Australien  | 115   |
| 11    | Adam Joseph Vella      | Australien  | 115   |
| 12    | Allan Sinclair         | Nya Zeeland | 115   |
| 13    | Wung Yew Lee           | Singapore   | 114   |
| 14    | David Robert Walton    | Isle of man | 113   |
| 15    | Andreas Vasileiou      | Cypern      | 113   |
| 16    | Michael Wixey          | Wales       | 113   |
| 17    | Chris Dean             | England     | 112   |
| 18    | Kirk Reynolds          | Kanada      | 112   |
| 19    | Bernard Cheng Han Yeoh | Malaysia    | 112   |
| 20    | Francis Pace           | Malta       | 111   |

### Lerduveskytte trap par
| Plats | Skytt                                           | Land           | Poäng |
| ----- | ----------------------------------------------- | -------------- | ----- |
|       | Michael Diamond Adam Joseph Vella               | Australien     | 189   |
|       | Tye Warner Bietz Kirk Reynolds                  | Kanada         | 185   |
|       | Trevor Charles Boyles David Robert Walton       | Isle of man    | 183   |
| 4     | Manavjit Singh Sandhu Mansher Singh             | Indien         | 183   |
| 5     | Choon Seng Choo Yung Yew Lee                    | Singapore      | 182   |
| 6     | James Birkett Evans Michael Wixey               | Wales          | 179   |
| 7     | Chris Dean Edward Ling                          | England        | 176   |
| 8     | Etienne Zacharias Cilliers Georgios Eleftheriou | Sydafrika      | 175   |
| 9     | Graeme Ede Allan Sinclair                       | Nya Zeeland    | 173   |
| 10    | David John Beattie Mervyn Morrison              | Nordirland     | 169   |
| 11    | Ossie McLean Jonathon Reid                      | Skottland      | 169   |
| 12    | Seong Fook Chen Bernard Cheng Han Yeoh          | Malaysia       | 167   |
| 13    | Stanley Cardona Francis Pace                    | Malta          | 166   |
| 14    | Nicholas John Dewe Stefan Lawrence Roberts      | Guernsey       | 163   |
| 15    | Kevin Charles John Cowles Harry Murphy          | Gibraltar      | 155   |
| 16    | Glenn Kable Errol Somaru                        | Fiji           | 149   |
| 17    | Henry Donald Alexander McLeod Saul Pitaluga     | Falklandsöarna | 144   |
| 18    | Thomas George Ebanks Christopher Thomas Jackson | Caymanöarna    | 134   |

### Lerduveskytte dubbeltrap
| Plats | Skytt                      | Land        | Poäng |
| ----- | -------------------------- | ----------- | ----- |
|       | Rajyavardhan Singh Rathore | Indien      | 181   |
|       | Byron Swanton              | Sydafrika   | 180   |
|       | William Chetcuti           | Malta       | 179   |
| 4     | Russell Mark               | Australien  | 178   |
| 5     | Richard Faulds             | England     | 177   |
| 6     | Stevan Walton              | England     | 170   |
| 7     | Vikram Bhatnagar           | Indien      | 133   |
| 8     | Stephen Theodotou          | Cypern      | 132   |
| 9     | Tye Warner Bietz           | Kanada      | 129   |
| 10    | Craig William Trembath     | Australien  | 128   |
| 11    | Neil Edward Parsons        | Isle of man | 126   |
| 12    | Timothy James Kneale       | Isle of man | 126   |
| 13    | Kirk Reynolds              | Kanada      | 126   |
| 14    | Seng Chye Khor             | Malaysia    | 125   |
| 15    | Rodney Micallef            | Malta       | 124   |
| 16    | Demetris Demetriou         | Cypern      | 122   |
| 17    | Nicolaas Jacob Swart       | Sydafrika   | 117   |
| 18    | Tian Xiang Tan             | Malaysia    | 116   |
| 19    | Stewart Cumming            | Skottland   | 114   |
| 20    | Milton Bradley             | Norfolkön   | 88    |

### Lerduveskytte dubbeltrap par
| Plats | Skytt                                       | Land        | Poäng |
| ----- | ------------------------------------------- | ----------- | ----- |
|       | Russell Mark Craig William Trembath         | Australien  | 186   |
|       | Vikram Bhatganar Rajyavardhan Singh Rathore | Indien      | 179   |
|       | Richard Faulds Stevan Walton                | England     | 176   |
| 4     | William Chetcuti Rodney Micallef            | Malta       | 173   |
| 5     | Timothy James Kneale Neil Edward Parsons    | Isle of man | 167   |
| 6     | Tye Warner Bietz Kirk Reynolds              | Kanada      | 167   |
| 7     | Byron Swanton Nicolaas Jacob Swart          | Sydafrika   | 167   |
| 8     | Seng Chye Khor Tian Xiang Tan               | Malaysia    | 151   |
| 9     | Demetris Demetriou Stephen Theodotou        | Cypern      | 144   |
| 10    | Talaititama Talaiti Sione Belle Togiavalu   | Niue        | 110   |

### 10 meter luftgevär
| Plats | Skytt                   | Land        | Poäng |
| ----- | ----------------------- | ----------- | ----- |
|       | Gagan NaPlats           | Indien      | 698.9 |
|       | Jin Zhang               | Singapore   | 696.9 |
|       | Abhinav Bindra          | Indien      | 695.5 |
| 4     | Anjan Kumer Singha      | Bangladesh  | 691.7 |
| 5     | Md Asif Hossain Khan    | Bangladesh  | 687.8 |
| 6     | Jun Hong Ong            | Singapore   | 687.8 |
| 7     | Chris Hector            | England     | 687.3 |
| 8     | Cory Niefer             | Kanada      | 685.6 |
| 9     | Graham Rudd             | Skottland   | 585.0 |
| 10    | Robin Law               | Skottland   | 584.0 |
| 11    | Ben Burge               | Australien  | 583.0 |
| 12    | Chris Lacey             | England     | 583.0 |
| 13    | Johari Azlan Bin        | Malaysia    | 583.0 |
| 14    | Abdul Mohd Hameleay Bin | Malaysia    | 583.0 |
| 15    | Andreas Constantinou    | Cypern      | 582.0 |
| 16    | David Grummitt          | Nya Zeeland | 582.0 |
| 17    | David Jonathan Turner   | Jersey      | 581.0 |
| 18    | Matt Inabinet           | Australien  | 580.0 |
| 19    | Dayle Slinn             | Nya Zeeland | 577.0 |
| 20    | John Croydon            | Wales       | 576.0 |

### 10 meter luftgevär par
| Plats | Skytt                                    | Land        | Poäng |
| ----- | ---------------------------------------- | ----------- | ----- |
|       | Abhinav Bindra Gagan NaPlats             | Indien      | 1189  |
|       | Md Asif Hossain Khan Anjan Kumer Singha  | Bangladesh  | 1181  |
|       | Jun Hong Ong Jin Zhang                   | Singapore   | 1177  |
| 4     | Chris Hector Chris Lacey                 | England     | 1173  |
| 5     | Johari Azlan Bin Abdul Mohd Hameleay Bin | Malaysia    | 1170  |
| 6     | David Grummitt Dayle Slinn               | Nya Zeeland | 1170  |
| 7     | Michael Hockings Cory Niefer             | Kanada      | 1159  |
| 8     | Robin Law Graham Rudd                    | Skottland   | 1159  |
| 9     | Ben Burge Matt Inabinet                  | Australien  | 1157  |
| 10    | Martyn Blake John Croydon                | Wales       | 1147  |
| 11    | Gerard Augustin Marlon Best              | Barbados    | 1125  |
| 12    | Sesan Abolarin Okposo Esugo              | Nigeria     | 1112  |

### 10 meter luftpistol
| Plats | Skytt                      | Land                | Poäng |
| ----- | -------------------------- | ------------------- | ----- |
|       | Samaresh Jung              | Indien              | 685.4 |
|       | Vivek Singh                | Indien              | 677.6 |
|       | Friedhelm Ferdinand Sack   | Namibia             | 677.2 |
| 4     | Daniel Repacholi           | Australien          | 676.8 |
| 5     | Mick Gault                 | England             | 674.2 |
| 6     | Nick Baxter                | England             | 673.0 |
| 7     | Roger Daniel               | Trinidad och Tobago | 670.0 |
| 8     | Yang Wang                  | Nya Zeeland         | 669.1 |
| 9     | Daniel Francois van Tonder | Sydafrika           | 572.0 |
| 10    | David Lewis                | Skottland           | 569.0 |
| 11    | Lip Meng Poh               | Singapore           | 568.0 |
| 12    | David Moore                | Australien          | 568.0 |
| 13    | Gregory Yelavich           | Nya Zeeland         | 567.0 |
| 14    | Leon Andre Malherbe        | Namibia             | 566.0 |
| 15    | Scott Illingworth          | Kanada              | 566.0 |
| 16    | David Leslie Ward          | Jersey              | 566.0 |
| 17    | Chester Foster             | Barbados            | 564.0 |
| 18    | Irshad Ali                 | Pakistan            | 563.0 |
| 19    | Yuri Movshovich            | Kanada              | 562.0 |
| 20    | Kwok Seng Soo              | Singapore           | 560.0 |

### 10 meter luftpistol par
| Plats | Skytt                                            | Land        | Poäng |
| ----- | ------------------------------------------------ | ----------- | ----- |
|       | Samaresh Jung Vivek Singh                        | Indien      | 1154  |
|       | Nick Baxter Mick Gault                           | England     | 1152  |
|       | David Moore Daniel Repacholi                     | Australien  | 1144  |
| 4     | Lip Meng Poh Kwok Seng Soo                       | Singapore   | 1141  |
| 5     | Allan Stuart McDonald Daniel Francois van Tonder | Sydafrika   | 1133  |
| 6     | Scott Illingworth Yuri Movshovich                | Kanada      | 1133  |
| 7     | Yang Wang Gregory Yelavich                       | Nya Zeeland | 1131  |
| 8     | David Lewis Alan Ritchie                         | Skottland   | 1128  |
| 9     | Junior Benskin Chester Foster                    | Barbados    | 1118  |
| 10    | Leon Andre Malherbe Friedhelm Ferdinand Sack     | Namibia     | 1117  |
| 11    | Sree Mohendra Kumar Singha Taufigur Rahman       | Bangladesh  | 1105  |
| 12    | Alan Green Ian Harris                            | Wales       | 1101  |
| 13    | Michael Charles Quenault Davis Leslie Ward       | Jersey      | 1101  |
| 14    | Warren Blake Ronald Brown                        | Jamaica     | 1090  |
| 15    | Kevin Coulter Graham Lock                        | Norfolkön   | 1047  |
| 16    | Elaochi Adoyi Samuel Effiong                     | Nigeria     | 1038  |
| 17    | Irshad Ali Mar-I Magbool Tabbasum                | Pakistan    | 0     |

### 25 meter standardpistol
| Plats | Skytt                      | Land        | Poäng |
| ----- | -------------------------- | ----------- | ----- |
|       | Mick Gault                 | England     | 568   |
|       | Irshad Ali                 | Pakistan    | 568   |
|       | Bruce Quick                | Australien  | 562   |
| 4     | Allan Stuart McDonald      | Sydafrika   | 559   |
| 5     | David Moore                | Australien  | 557   |
| 6     | Ronak Pandit               | Indien      | 557   |
| 7     | Daniel Francois van Tonder | Sydafrika   | 554   |
| 8     | Mar-I Magbool Tabbasum     | Pakistan    | 553   |
| 9     | Samaresh Jung              | Indien      | 551   |
| 10    | Jean Rochon                | Kanada      | 550   |
| 11    | Bob Carroll                | Skottland   | 547   |
| 12    | Friedhelm Ferdinand Sack   | Namibia     | 547   |
| 13    | Simon Lucas                | England     | 546   |
| 14    | David Leslie Ward          | Jersey      | 544   |
| 15    | Alan Green                 | Wales       | 542   |
| 16    | Marcus James Hill          | Jersey      | 541   |
| 17    | Alan Earle                 | Nya Zeeland | 541   |
| 18    | Leon Andre Malherbe        | Namibia     | 541   |
| 19    | Jason Wakeling             | Nya Zeeland | 541   |
| 20    | Chester Foster             | Barbados    | 535   |

### 25 meter standardpistol par
| Plats | Skytt                                            | Land                | Poäng |
| ----- | ------------------------------------------------ | ------------------- | ----- |
|       | Samaresh Jung Ronak Pandit                       | Indien              | 1139  |
|       | David Moore Bruce Quick                          | Australien          | 1112  |
|       | Allan Stuart McDonald Daniel Francois van Tonder | Sydafrika           | 1106  |
| 4     | Scott Illingworth Jean Rochon                    | Kanada              | 1105  |
| 5     | Mick Gault Simon Lucas                           | England             | 1091  |
| 6     | Alan Earle Jason Wakeling                        | Nya Zeeland         | 1091  |
| 7     | Irshad Ali Mar-I Magbool Tabbasum                | Pakistan            | 1089  |
| 8     | Junior Benskin Chester Foster                    | Barbados            | 1086  |
| 9     | Leon Andre Malherbe Friedhelm Ferdinand Sack     | Namibia             | 1081  |
| 10    | Alan Green Stephen Pengelly                      | Wales               | 1075  |
| 11    | Marcus James Hill David Leslie Ward              | Jersey              | 1070  |
| 12    | Kevin Coulter Stephen Ryan                       | Norfolkön           | 960   |
| 13    | Elaochi Adoyi Abdullahi Usaini                   | Nigeria             | 948   |
| 14    | Vernon Anthony Meade Frank Alva Theodore         | Antigua och Barbuda | 880   |

### 50 meter standardpistol
| Plats | Skytt                      | Land                | Poäng |
| ----- | -------------------------- | ------------------- | ----- |
|       | Samaresh Jung              | Indien              | 650.2 |
|       | Mick Gault                 | England             | 645.9 |
|       | Roger Daniel               | Trinidad och Tobago | 638.9 |
| 4     | Vivek Singh                | Indien              | 638.6 |
| 5     | Nick Baxter                | England             | 638.2 |
| 6     | David Moore                | Australien          | 637.6 |
| 7     | Friedhelm Ferdinand Sack   | Namibia             | 637.4 |
| 8     | David Lewis                | Skottland           | 620.6 |
| 9     | Alan Ritchie               | Skottland           | 539.0 |
| 10    | Daniel Francois van Tonder | Sydafrika           | 537.0 |
| 11    | Daniel Repacholi           | Australien          | 534.0 |
| 12    | Yuri Movshovich            | Kanada              | 533.0 |
| 13    | Gregory Yelavich           | Nya Zeeland         | 530.0 |
| 14    | Jean Rochon                | Kanada              | 528.0 |
| 15    | Taufiqur Rahman            | Bangladesh          | 523.0 |
| 16    | Leon Andre Malherbe        | Namibia             | 520.0 |
| 17    | Ian Harris                 | Wales               | 519.0 |
| 18    | Alan Earle                 | Nya Zeeland         | 512.0 |
| 19    | Brian Check                | Norfolkön           | 510.0 |
| 20    | Godam Mohyedien Begg       | Sydafrika           | 478.0 |

### 50 meter standardpistol par
| Plats | Skytt                                           | Land        | Poäng |
| ----- | ----------------------------------------------- | ----------- | ----- |
|       | David Moore Daniel Repacholi                    | Australien  | 1086  |
|       | Samaresh Jung Vivek Singh                       | Indien      | 1082  |
|       | Nick Baxter Mick Gault                          | England     | 1078  |
| 4     | Leon Andre Malherbe Friedhelm Ferdinand Sack    | Namibia     | 1071  |
| 5     | David Lewis Alan Ritchie                        | Skottland   | 1055  |
| 6     | Alan Earle Gregory Yelavich                     | Nya Zeeland | 1052  |
| 7     | Yuri Movshovich Jean Rochon                     | Kanada      | 1039  |
| 8     | Godam Mohyedien Begg Daniel Francois van Tonder | Sydafrika   | 1005  |
| 9     | Brian Check Graham Cock                         | Norfolkön   | 980   |

### 25 meter snabbpistol
| Plats | Skytt                      | Land                   | Poäng |
| ----- | -------------------------- | ---------------------- | ----- |
|       | Vijay Kumar                | Indien                 | 778.2 |
|       | Pemba Tamang               | Indien                 | 775.0 |
|       | Amir Hasli Izwan Bin       | Malaysia               | 770.4 |
| 4     | Allan Stuart McDonald      | Sydafrika              | 749.3 |
| 5     | Mar-I Magbool Tabbasum     | Pakistan               | 748.8 |
| 6     | Metodi Igorov              | Kanada                 | 744.8 |
| 7     | Jason Wakeling             | Nya Zeeland            | 552.0 |
| 8     | David Chapman              | Australien             | 551.0 |
| 9     | Alan Earle                 | Nya Zeeland            | 550.0 |
| 10    | Yuri Movshovich            | Kanada                 | 548.0 |
| 11    | Daniel Francois van Tonder | Sydafrika              | 534.0 |
| 12    | Chandana Gunaratna         | Sri Lanka              | 533.0 |
| 13    | Bruce Favell               | Australien             | 532.0 |
| 14    | Brian Check                | Norfolkön              | 455.0 |
| 15    | Graham Lock                | Norfolkön              | 355.0 |
| 16    | Bradley Rudolph Taylor     | Turks- och Caicosöarna | 293.0 |

### 25 meter snabbpistol par
| Plats | Skytt                                            | Land        | Poäng |
| ----- | ------------------------------------------------ | ----------- | ----- |
|       | Vijay Kumar Pemba Tamang                         | Indien      | 1134  |
|       | David Chapman Bruce Favell                       | Australien  | 1116  |
|       | Metodi Igorov Yuri Movshovich                    | Kanada      | 1111  |
| 4     | Alan Earle Jason Wakeling                        | Nya Zeeland | 1101  |
| 5     | Allan Stuart McDonald Daniel Francois van Tonder | Sydafrika   | 1089  |
| 6     | Brian Check Graham Lock                          | Norfolkön   | 824   |

## Damer

### 50 meter gevär kombination
| Plats | Skytt                     | Land        | Poäng |
| ----- | ------------------------- | ----------- | ----- |
|       | Anuja Jung                | Indien      | 670.7 |
|       | Esmari van Reenen         | Sydafrika   | 670.0 |
|       | Mohamed Nur Suryani Binti | Malaysia    | 668.0 |
| 4     | Sian Corish               | Wales       | 666.4 |
| 5     | Anjali Mandar Bhagwat     | Indien      | 666.3 |
| 6     | Baharin Nurul Hudda Binti | Malaysia    | 665.3 |
| 7     | Louise Minett             | England     | 663.7 |
| 8     | Jingna Zhang              | Singapore   | 662.4 |
| 9     | Susannah Smith            | Australien  | 567.0 |
| 10    | Susan Jackson             | Skottland   | 566.0 |
| 11    | Sue McCready              | Australien  | 565.0 |
| 12    | Pushpamali Ramanayaka     | Sri Lanka   | 564.0 |
| 13    | Sally Johnston            | Nya Zeeland | 563.0 |
| 14    | Becky Spicer              | England     | 563.0 |
| 15    | Emma Cole-Hamilton        | Skottland   | 562.0 |
| 16    | Sheryl Glass              | Nya Zeeland | 560.0 |
| 17    | Cynthia Hamulas           | Kanada      | 557.0 |
| 18    | Jennifer Corish           | Wales       | 555.0 |
| 19    | Sabrina Sultana           | Bangladesh  | 555.0 |
| 20    | Chea Rong Lim             | Singapore   | 552.0 |

### 50 meter gevär kombination par
| Plats | Skytt                                               | Land        | Poäng |
| ----- | --------------------------------------------------- | ----------- | ----- |
|       | Louise Minett Becky Spicer                          | England     | 1143  |
|       | Anjali Mandar Bhagwat Anuja Jung                    | Indien      | 1142  |
|       | Mohamed Nur Suryani Binti Baharin Nurul Hudda Binti | Malaysia    | 1140  |
| 4     | Sue McCready Susannah Smith                         | Australien  | 1131  |
| 5     | Sheryl Glass Sally Johnston                         | Nya Zeeland | 1128  |
| 6     | Emma Cole-Hamilton Susan Jackson                    | Skottland   | 1126  |
| 7     | Jennifer Corish Sian Corish                         | Wales       | 1122  |
| 8     | Urooj Fatima Nazish Khan                            | Pakistan    | 1112  |
| 9     | Chea Rong Lim Jingna Zhang                          | Singapore   | 1101  |
| 10    | Diana Cabrera Cynthia Hamulas                       | Kanada      | 1091  |

### 50 meter gevär liggande
| Plats | Skytt                     | Land        | Poäng |
| ----- | ------------------------- | ----------- | ----- |
|       | Sheena Sharp              | Skottland   | 586   |
|       | Juliet Etherington        | Nya Zeeland | 585   |
|       | Johanne Brekke            | Wales       | 584   |
| 4     | Susan Jackson             | Skottland   | 580   |
| 5     | Mohamed Nur Suryani Binti | Malaysia    | 580   |
| 6     | Esmari van Reenen         | Sydafrika   | 580   |
| 7     | Damaraju Vs Lakshmi Priya | Indien      | 579   |
| 8     | Sharon Lee                | England     | 577   |
| 9     | Kathryn Mead              | Nya Zeeland | 577   |
| 10    | Sabrina Sultana           | Bangladesh  | 577   |
| 11    | Mohamad Mariani Binti     | Malaysia    | 576   |
| 12    | Kim Frazer                | Australien  | 576   |
| 13    | Chea Rong Lim             | Singapore   | 576   |
| 14    | Deepali Deshpande         | Indien      | 576   |
| 15    | Ceri Dallimore            | Wales       | 576   |
| 16    | Helen Spittles            | England     | 575   |
| 17    | Suzanne Cubbon            | Isle of man | 574   |
| 18    | Diana Cabrera             | Kanada      | 574   |
| 19    | Louise Kathryn Aiken      | Nordirland  | 572   |
| 20    | Cynthia Hamulas           | Kanada      | 570   |

### 50 meter gevär liggande par
| Plats | Skytt                                                       | Land                | Poäng |
| ----- | ----------------------------------------------------------- | ------------------- | ----- |
|       | Susan Jackson Sheena Sharp                                  | Skottland           | 1166  |
|       | Sharon Lee Helen Spittles                                   | England             | 1161  |
|       | Juliet Etherington Kathryn Mead                             | Nya Zeeland         | 1161  |
| 4     | Kim Frazer Susannah Smith                                   | Australien          | 1160  |
| 5     | Johanne Brekke Ceri Dallimore                               | Wales               | 1154  |
| 6     | Suzanne Cubbon Lara Ward                                    | Isle of man         | 1149  |
| 7     | Esmari van Reenen Marli Vlok                                | Sydafrika           | 1147  |
| 8     | Diana Cabrera Cynthia Hamulas                               | Kanada              | 1146  |
| 9     | Deepali Deshpande Damajaru Vs Lakshmi Priya                 | Indien              | 1145  |
| 10    | Mohamad Mariani Binti Mohamed Nur Suryani Binti             | Malaysia            | 1142  |
| 11    | Urooj Fatima Nazish Khan                                    | Pakistan            | 1138  |
| 12    | Kevin Brian de Gruchy Stephen John Le Couillard             | Jersey              | 1163  |
| 13    | Curtis Blunt Takoor Sankar                                  | Trinidad och Tobago | 1157  |
| 14    | Adrian Lugnani Wayne Piri                                   | Gibraltar           | 1151  |
| 15    | Gerard Augustin Marlon Best                                 | Barbados            | 1140  |
| 16    | Sinclair Charles Rayner Ross Gladwin Eugene Roberts         | Bermuda             | 1105  |
| 17    | Ivan Junior Desmond Ambrose Stephans Theodore Alexis Winter | Antigua och Barbuda | 1095  |
| 18    | Simon Paul Henry Mario James Yon                            | Sankta Helena       | 1095  |
| 19    | Okposo Esugo Jonny Hamakim                                  | Nigeria             | 1077  |

### Lerduveskytte skeet
| Plats | Skytt              | Land        | Poäng |
| ----- | ------------------ | ----------- | ----- |
|       | Andri Eleftheriou  | Cypern      | 89    |
|       | Lauryn Mark        | Australien  | 89    |
|       | Pinky Le Grelle    | England     | 89    |
| 4     | Natalia Rahman     | Australien  | 89    |
| 5     | Louiza Theophanous | Cypern      | 87    |
| 6     | Arti Singh Rao     | Indien      | 82    |
| 7     | Elena Little       | England     | 64    |
| 8     | Erin Discombe      | Nya Zeeland | 60    |
| 9     | Melanie Hoverd     | Nya Zeeland | 54    |

### Lerduveskytte skeet par
| Plats | Skytt                                | Land        | Poäng |
| ----- | ------------------------------------ | ----------- | ----- |
|       | Lauryn Mark Natalia Rahman           | Australien  | 90    |
|       | Andri Eleftheriou Louiza Theophanous | Cypern      | 88    |
|       | Pinky Le Grelle Elena Little         | England     | 86    |
| 4     | Erin Discombe Melanie Hoverd         | Nya Zeeland | 84    |

### Lerduveskytte trap
| Plats | Skytt                 | Land        | Poäng |
| ----- | --------------------- | ----------- | ----- |
|       | Diane Swanton         | Sydafrika   | 92    |
|       | Rebecca Madyson       | Malta       | 86    |
|       | Susan Marie Nattrass  | Kanada      | 83    |
| 4     | Deserie Baynes        | Australien  | 83    |
| 5     | Teresa Borrell        | Nya Zeeland | 83    |
| 6     | Sarah Wixey           | Wales       | 81    |
| 7     | Shona Marshall        | Skottland   | 64    |
| 8     | Lesley Goddard        | England     | 64    |
| 9     | Cynthia Barbara Meyer | Kanada      | 63    |
| 10    | Suzanne Balogh        | Australien  | 62    |
| 11    | Nadine Stanton        | Nya Zeeland | 59    |
| 12    | Gaby Diana Ahrens     | Namibia     | 45    |

### Lerduveskytte trap par
| Plats | Skytt                                      | Land        | Poäng |
| ----- | ------------------------------------------ | ----------- | ----- |
|       | Suzanne Balogh Deserie Baynes              | Australien  | 87    |
|       | Cynthia Barbara Meyer Susan Marie Nattrass | Kanada      | 83    |
|       | Teresa Borrell Nadine Stanton              | Nya Zeeland | 77    |

### Lerduveskytte dubbeltrap
| Plats | Skytt                 | Land        | Poäng |
| ----- | --------------------- | ----------- | ----- |
|       | Charlotte Kerwood     | England     | 106   |
|       | Rachel Parish         | England     | 101   |
|       | Cynthia Barbara Meyer | Kanada      | 97    |
| 4     | Nadine Stanton        | Nya Zeeland | 97    |
| 5     | Susan Marie Nattrass  | Kanada      | 95    |
| 6     | Suzanne Balogh        | Australien  | 90    |
| 7     | Susan Trindall        | Australien  | 89    |
| 8     | Teresa Borrell        | Nya Zeeland | 81    |

### Lerduveskytte dubbeltrap par
| Plats | Skytt                                      | Land        | Poäng |
| ----- | ------------------------------------------ | ----------- | ----- |
|       | Charlotte Kerwood Rachel Parish            | England     | 134   |
|       | Cynthia Barbara Meyer Susan Marie Nattrass | Kanada      | 123   |
|       | Suzanne Balogh Susan Trindall              | Australien  | 121   |
| 4     | Teresa Borrell Nadine Stanton              | Nya Zeeland | 109   |

### 10 meter luftgevär
| Plats | Skytt                     | Land        | Poäng |
| ----- | ------------------------- | ----------- | ----- |
|       | Tejaswini Sawant          | Indien      | 500.6 |
|       | Avneet Kaur Sidhu         | Indien      | 500.2 |
|       | Yu Zhen Vanessa Yong      | Singapore   | 499.9 |
| 4     | Becky Spicer              | England     | 499.0 |
| 5     | Sue McCready              | Australien  | 495.3 |
| 6     | Monica Fyfe               | Kanada      | 495.3 |
| 7     | Louise Minett             | England     | 493.7 |
| 8     | Heloise Manasco           | Gibraltar   | 493.6 |
| 9     | Jingna Zhang              | Singapore   | 391.0 |
| 10    | Suraiya Akter             | Bangladesh  | 390.0 |
| 11    | Zulkifli Muslifah Binti   | Malaysia    | 390.0 |
| 12    | Heather Rudd              | Skottland   | 388.0 |
| 13    | Sheryl Glass              | Nya Zeeland | 388.0 |
| 14    | Mohamed Nur Suryani Binti | Malaysia    | 388.0 |
| 15    | Emma Cole-Hamilton        | Skottland   | 387.0 |
| 16    | Dawn Marie Kobayashi      | Jamaica     | 385.0 |
| 17    | Sharmin Akhter            | Bangladesh  | 385.0 |
| 18    | Fanoula Theofanous        | Cypern      | 384.0 |
| 19    | Susannah Smith            | Australien  | 384.0 |
| 20    | Sian Corish               | Wales       | 383.0 |

### 10 meter luftgevär par
| Plats | Skytt                                             | Land       | Poäng |
| ----- | ------------------------------------------------- | ---------- | ----- |
|       | Tejaswini Sawant Avneet Kaur Sidhu                | Indien     | 791   |
|       | Monica Fyfe Cynthia Hamulas                       | Kanada     | 781   |
|       | Yu Zhen Vanessa Yong Jingna Zhang                 | Singapore  | 781   |
| 4     | Sue McCready Susannah Smith                       | Australien | 777   |
| 5     | Louise Minett Becky Spicer                        | England    | 777   |
| 6     | Zulkifli Muslifah Binti Mohamed Nur Suryani Binti | Malaysia   | 774   |
| 7     | Sharmin Akhter Suraiya Akter                      | Bangladesh | 773   |
| 8     | Emma Cole-Hamilton Heather Rudd                   | Skottland  | 772   |
| 9     | Jennifer Corish Sian Corish                       | Wales      | 763   |
| 10    | Marilena Constantinou Fanoula Theofanous          | Cypern     | 754   |
| 11    | Urooj Fatima Nazish Khan                          | Pakistan   | 754   |
| 12    | Evi Esugo Caroline Utho                           | Nigeria    | 706   |

### 10 meter luftpistol
| Plats | Skytt                   | Land                | Poäng |
| ----- | ----------------------- | ------------------- | ----- |
|       | Lalita Yauhleuskaya     | Australien          | 484.8 |
|       | Dina Apandiyarova       | Australien          | 484.3 |
|       | Kim Eagles              | Kanada              | 477.6 |
| 4     | Joseline Lee Yean Cheah | Malaysia            | 470.3 |
| 5     | Harveen Srao            | Indien              | 470.1 |
| 6     | Julia Lydall            | England             | 470.0 |
| 7     | Huijing Zhao            | Singapore           | 469.5 |
| 8     | Erini Panteli           | Cypern              | 466.1 |
| 9     | Bibiana Pei Chin Ng     | Malaysia            | 474.0 |
| 10    | Mehwish Maqsood         | Pakistan            | 372.0 |
| 11    | Sonia Rana              | Indien              | 371.0 |
| 12    | Avianna Chao            | Kanada              | 369.0 |
| 13    | Georgina Geikie         | England             | 369.0 |
| 14    | Jocelyn Lees            | Nya Zeeland         | 367.0 |
| 15    | Ruwini Abeymanna        | Sri Lanka           | 367.0 |
| 16    | Yetunde Olabode         | Nigeria             | 364.0 |
| 17    | Marsha Bullen Jones     | Trinidad och Tobago | 363.0 |
| 18    | Michele Maynard         | Barbados            | 358.0 |
| 19    | Andrea Bald             | Nya Zeeland         | 357.0 |
| 20    | Florence Ogbogbo        | Nigeria             | 348.0 |

### 10 meter luftpistol par
| Plats | Skytt                                       | Land        | Poäng |
| ----- | ------------------------------------------- | ----------- | ----- |
|       | Dina Aspandiyarova Lalita Yauhleuskaya      | Australien  | 770   |
|       | Joseline Lee Yean Cheah Bibiana Pei Chin Ng | Malaysia    | 758   |
|       | Georgina Geikie Julia Lydall                | England     | 750   |
| 4     | Sonia Rana Harveen Srao                     | Indien      | 748   |
| 5     | Avianna Chao Kim Eagles                     | Kanada      | 747   |
| 6     | Andrea Bald Jocelyn Lees                    | Nya Zeeland | 736   |
| 7     | Florence Ogbogbo Yetunde Olabode            | Nigeria     | 708   |
| 8     | Jac Grundy Denise Reeves                    | Norfolkön   | 668   |

### 25 meter standarpistol
| Plats | Skytt                   | Land        | Poäng |
| ----- | ----------------------- | ----------- | ----- |
|       | Lalita Yauhleuskaya     | Australien  | 781.5 |
|       | Kim Eagles              | Kanada      | 774.0 |
|       | Pamela McKenzie         | Australien  | 772.3 |
| 4     | Sushma Rana             | Indien      | 771.9 |
| 5     | Bibiana Pei Chin Ng     | Malaysia    | 767.2 |
| 6     | Saroja Kumari Jhutsu    | Indien      | 763.8 |
| 7     | Jocelyn Lees            | Nya Zeeland | 756.3 |
| 8     | Julia Lydall            | England     | 754.9 |
| 9     | Avianna Chao            | Kanada      | 560.0 |
| 10    | Ruwini Abeymanna        | Sri Lanka   | 558.0 |
| 11    | Michele Maynard         | Barbados    | 554.0 |
| 12    | Georgina Geikie         | England     | 552.0 |
| 13    | Chandrika Wijesuriya    | Sri Lanka   | 549.0 |
| 14    | Andrea Bald             | Nya Zeeland | 547.0 |
| 15    | Joseline Lee Yean Cheah | Malaysia    | 546.0 |
| 16    | Yetunde Olabode         | Nigeria     | 526.0 |
| 17    | Jac Grundy              | Norfolkön   | 508.0 |
| 18    | Mehwish Maqsood         | Pakistan    | 482.0 |
| 19    | Florence Ogbogbo        | Nigeria     | 474.0 |
| 20    | Denise Reeves           | Norfolkön   | 468.0 |

### 25 meter standardpistol par
| Plats | Skytt                                       | Land        | Poäng |
| ----- | ------------------------------------------- | ----------- | ----- |
|       | Saroja Kumari Jhutsu Sushma Rana            | Indien      | 1140  |
|       | Pamela McKenzie Lalita Yauhleuskaya         | Australien  | 1134  |
|       | Avianna Chao Kim Eagles                     | Kanada      | 1130  |
| 4     | Joseline Lee Yean Cheah Bibiana Pei Chin Ng | Malaysia    | 1116  |
| 5     | Andrea Bald Jocelyn Lees                    | Nya Zeeland | 1110  |
| 6     | Ruwini Abeymanna Chandrika Wijesuriya       | Sri Lanka   | 1091  |
| 7     | Georgina Geikie Julia Lydall                | England     | 1090  |
| 8     | Florence Ogbogbo Yetunde Olabode            | Nigeria     | 1011  |
| 9     | Jac Grundy Denise Reeves                    | Norfolkön   | 959   |

## Medaljliga
| Plats | Land                | Guld | Silver | Brons | Totalt |
| ----- | ------------------- | ---- | ------ | ----- | ------ |
| 1     | Indien              | 16   | 7      | 4     | 27     |
| 2     | Australien          | 9    | 8      | 7     | 24     |
| 3     | England             | 6    | 8      | 6     | 20     |
| 4     | Cypern              | 3    | 1      | 0     | 4      |
| 5     | Skottland           | 2    | 1      | 0     | 3      |
| 6     | Sydafrika           | 1    | 2      | 2     | 5      |
| 7     | Nya Zeeland         | 1    | 2      | 2     | 5      |
| 8     | Singapore           | 1    | 1      | 3     | 5      |
| 9     | Wales               | 1    | 0      | 2     | 3      |
| 10    | Kanada              | 0    | 5      | 6     | 11     |
| 11    | Malaysia            | 0    | 1      | 4     | 5      |
| 12    | Malta               | 0    | 1      | 1     | 2      |
| 13    | Bangladesh          | 0    | 1      | 0     | 1      |
|       | Nordirland          | 0    | 1      | 0     | 1      |
|       | Pakistan            | 0    | 1      | 0     | 1      |
| 16    | Isle of man         | 0    | 0      | 1     | 1      |
|       | Namibia             | 0    | 0      | 1     | 1      |
|       | Trinidad och Tobago | 0    | 0      | 1     | 1      |